# Русская Лашма (Мамолаевское сельское поселение)
Русская Лашма — село Ковылкинского района Республики Мордовия в составе Мамолаевского сельского поселения.

## География
Находится на расстоянии примерно 23 километра по прямой на север-северо-восток от районного центра города Ковылкино.

## История
Село известно с 1914 года, когда оно было учтено как деревня Краснослободского уезда из 78 дворов, основано после отмены крепостного права переселенцами из сел Паевка и Ожга. 

## Население
Постоянное население составляло 21 человек (русские 100%) в 2002 году, 8 в 2010 году .